# (29859) 1999 FW31
A (29859) 1999 FW31 a Naprendszer kisbolygóövében található aszteroida. A LINEAR projekt keretében fedezték fel 1999. március 19-én.